# Funkcja multiplikatywna
Funkcja multiplikatywna – w teorii liczb funkcję arytmetyczną {\displaystyle f} określoną na zbiorze liczb naturalnych nazywamy multiplikatywną, jeżeli dla wszystkich względnie pierwszych liczb {\displaystyle m,} {\displaystyle n} spełniony jest warunek
{\displaystyle f(mn)=f(m)f(n).}
Jeżeli warunek ten spełniony jest dla wszystkich liczb naturalnych {\displaystyle m} i {\displaystyle n,} to funkcję {\displaystyle f} nazywamy całkowicie multiplikatywną.

## Przykłady
Niektóre spośród najważniejszych funkcji multiplikatywnych w teorii liczb to:
- {\displaystyle \varphi (n){:}} funkcja φ Eulera, liczba mniejszych liczb naturalnych od {\displaystyle n,} które są względnie pierwsze z {\displaystyle n} – innymi słowy, rząd grupy {\displaystyle \mathbb {Z} _{n}^{*}}
- {\displaystyle \tau (n){:}} funkcja τ, liczba dodatnich dzielników liczby {\displaystyle n,}
- {\displaystyle \sigma (n){:}} funkcja σ, suma dodatnich dzielników liczby {\displaystyle n,}
- {\displaystyle \mu (n){:}} funkcja Möbiusa,
- {\displaystyle \mathrm {Id} (n){:}} funkcja tożsamościowa,
- {\displaystyle 1(n){:}} funkcja stale równa 1,
- {\displaystyle \varepsilon (n){:}} element neutralny splotu Dirichleta, {\displaystyle \varepsilon (1)=1,} {\displaystyle \varepsilon (n)=0} dla {\displaystyle n>1.}

## Zależność algebraiczna
Można udowodnić, że dla dowolnej funkcji multiplikatywnej {\displaystyle f} jej wartości są zależne od wartości dla potęg liczb pierwszych:
Jeżeli {\displaystyle n=\prod \limits _{p}^{}p^{\alpha _{p}(n)}} jest rozkładem na liczby pierwsze liczby {\displaystyle n,} to {\displaystyle f(n)=\prod \limits _{p}^{}f(p^{\alpha _{p}(n)}),} a {\displaystyle f(1)=1.}

### Dowód
Pierwszą równość otrzymujemy z definicji oraz z faktu, że wszystkie liczby postaci {\displaystyle p^{\alpha _{p}(n)}} są względnie pierwsze. Ponadto {\displaystyle f(1)f(n)=f(n),} ponieważ {\displaystyle (n,1)=1,} z czego wynika druga równość.

## Struktura algebraiczna
Zbiór funkcji multiplikatywnych tworzy grupę przemienną z operacją splotu Dirichleta. Oznacza to między innymi, że splot Dirichleta funkcji multiplikatywnych jest funkcją multiplikatywną. Oto niektóre spośród tożsamości wiążących wymienione wyżej funkcje multiplikatywne poprzez operację splotu:
{\displaystyle \mu *1=\varepsilon ;\;{}} {\displaystyle \varphi *1=\mathrm {Id} ;\;{}} {\displaystyle 1*1=\tau ;\;{}} {\displaystyle \mathrm {Id} *1=\sigma ;\;{}} {\displaystyle \varphi *\tau =\sigma ;\;{}} {\displaystyle \sigma *\mu =\mathrm {Id} .}